# Cauberg
El Cauberg és un turó que es troba a Valkenburg, Limburg, al sud dels Països Baixos. Amb una altura de 137 metres i 1.200 metres de distància té un desnivell mitjà del 5,8% i rampes màximes que arriben al 12%. És mundialment conegut per haver-se pujat en diverses curses ciclistes, especialment l'Amstel Gold Race, on tingué lloc l'arribada entre el 2003 i el 2012. També ha format part en dues ocasions del recorregut del Tour de França, el 1992 i el 2006; una de la Volta a Espanya, el 2009 i en curses neerlandeses com l'Eneco Tour, Ster ZLM Toer o l'Olympia's Tour. Fins a cinc edicions del Campionat del món de ciclisme, el 1938, 1948, 1979, 1998 i 2012 han tingut el Cauberg en el seu epicentre.